# Sadleriana
Sadleriana is een geslacht van weekdieren uit de klasse van de Gastropoda (slakken).

## Soorten
- Sadleriana bavarica Boeters, 1989
- Sadleriana fluminensis (Kuster, 1853)
- Sadleriana robici (Clessin, 1890)